# R18 (België)
De R18 is een onvolledige ringweg rond de gemeente Retie. Het is de enige Vlaamse ringweg die in een gemeente ligt en niet in een stad. De ringweg volgt achtereenvolgens de Nieuwstraat, Sint-Paulusstraat, Pijlstraat en de Veldenstraat.
De ringweg volgt bestaande straten en is pas sinds 2015 gepromoveerd tot ring om de dorpskern van Retie te ontlasten. Tussen 2015 en 2020 worden de bestaande straten aangepast met parallelwegen om het doorgaand verkeer te vergemakkelijken.
De R18 is het laatste nieuwe ringwegnummer dat in Vlaanderen werd toegekend.
In 2014 besliste de gemeenteraad van Retie om de Nieuwstraat, de Sintpaulusstraat en de Pijlstraat af te staan aan het Vlaamse Gewest. De Veldenstraat maakt ook deel uit van de ring maar werd evenwel niet overgedragen. In ruil voor deze overdracht kreeg de gemeente Retie alle wegen binnen de ring in eigendom en in beheer.